# (454101) 2013 BP73
(454101) 2013 BP73 es un asteroide que forma parte de los asteroides Apolo, descubierto el 22 de enero de 2013 por el equipo del Mount Lemmon Survey desde el Observatorio del Monte Lemmon, Arizona, Estados Unidos.

## Designación y nombre
Designado provisionalmente como 2013 BP73.

## Características orbitales
2013 BP73 está situado a una distancia media del Sol de 1,328 ua, pudiendo alejarse hasta 2,163 ua y acercarse hasta ,4930 ua. Su excentricidad es 0,628 y la inclinación orbital 6,850 grados. Emplea 559,039 días en completar una órbita alrededor del Sol.
Los próximos acercamientos a la órbita terrestre se producirán el 4 de mayo de 2026, el 12 de junio de 2029 y el 20 de octubre de 2038, entre otros.

## Características físicas
La magnitud absoluta de 2013 BP73 es 20,4. 